# تصنيف سرطان الثدي
تصنيف سرطان الثدي يقسم تصنيف سرطان الثدي إلى فئات وفقًا لمعايير الأنظمة المختلفة، ومختلف الأغراض. وتتمثل الفئات الرئيسية في نوع الانسجة، درجة الورم، مرحلة الورم وتعبير البروتينات والجينات. ويتم تحديث هذه التصنيفات مع تطورعلم بيولوجيا الخلايا السرطانية.
الغرض من التصنيف هو اختيار أفضل علاج. يتم توضيح فعالية علاج محدد لنوع سرطان ثدي محدد (عادة عن طريق التجارب المعشاة ذات الشواهد). وقد لا يكون هذا العلاج فعالا لنوع مختلف من سرطان الثدي. بعض أنواع سرطان الثدي تكون عدوانية ومهددة للحياة ويجب علاجها بعلاجات قوية لها تأثيرات ضارة كبيرة. وهناك أنواع أخرى من سرطانات الثدي اقل عدوانية ويمكن علاجها بعلاجات اقل عدوانية مثل استئصال الورم.
تعتمد خوارزميات المعالجة على تصنيف سرطان الثدي لتحديد مجموعات فرعية معينة يتم علاج كل منها وفقا لأفضل الادلة المتاحة. يجب اختبار جوانب التصنيف والتحقق منها بدقة بحيث بتم تقليل التأثيرات المركبة مما يجعلها عوامل نذير حقيقية والتي تقدر نتائج المرض مثل التخلص من المرض أو بقاءه عامة في غياب علاج أو عوامل تنبؤية حقيقية والتي تقدر احتمالية الاستجابة أو عدم الاستجابة لعلاج محدد.
عادة ما يتم تصنيف سرطان الثدي ولكن ليس دائما على أساس المظهر النسيجي للأنسجة في الورم. ويعد أحد المتغيرات في هذا النهج الذي يتم تحديده على أساس نتائج الفحص البدني هو أن سرطان الثدي الالتهابي (أي بي سي) وهو شكل من أشكال سرطان الأقنية أو سرطان خبيث في القنوات ويعرف عن بقي السرطانات عن طريق المظهر الملتهب للثدي الذي يرتبط بزيادة عدوانية السرطان.

## معرض صور

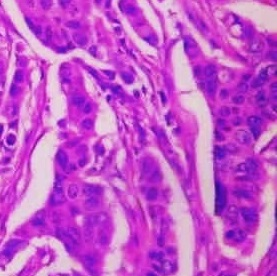
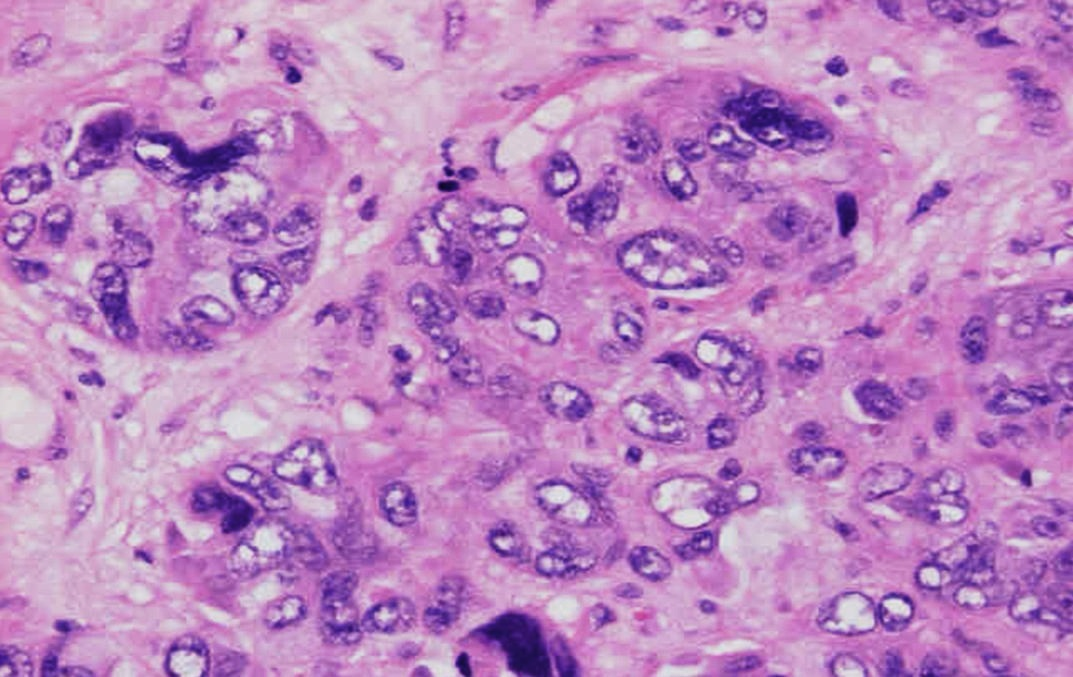
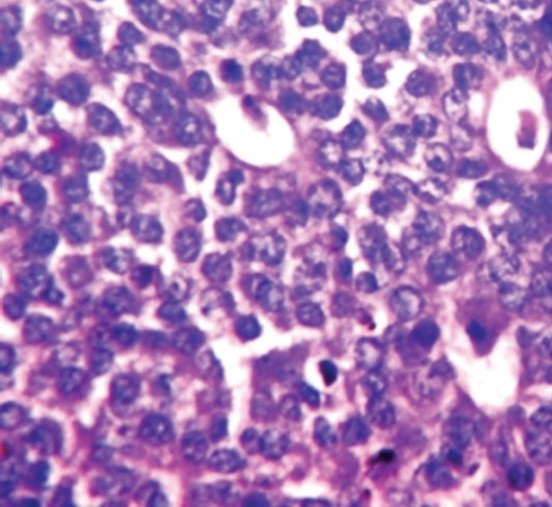